# Garra dunsirei
Garra dunsirei là một loài cá vây tia thuộc họ Cyprinidae.
Loài này chỉ có ở Oman.